# Droit nigérian
Le droit nigérian est le droit appliqué au Nigeria depuis l'indépendance du Royaume-Uni le 1er octobre 1960. 

## Histoire du droit nigérian
Le droit nigérian est influencé par le droit anglais, appliqué par l'Empire britannique.

## Sources du droit

### Constitution
L'article 1(1) de la Constitution dispose qu'elle est la norme suprême du Nigeria et que ses dispositions sont contraignantes sur toutes les autorités du Nigeria.

### Droit international
L'article 12(1) de la Constitution dispose que les traités n'ont force de loi dans la Fédération que lorsqu'ils ont été transposés en droit interne. 

### Législation
L'article 4(1) de la Constitution dispose que le pouvoir législatif du Nigéria est donné à l'Assemblée nationale de la Fédération laquelle se compose d'un Sénat et de la Chambre des représentants. 

### Common law
La common law nigériane est issu du développement de la common law anglaise après son indépendance.

### Rapport au droit coutumier et islamique
Le droit coutumier est issu des normes et pratiques indigènes traditionnelles, dont les rencontres visant à résoudre les conflits dans la société secrète du Yorubaland pré-colonial, et dans l'Èkpè, l'Okónkò d'Igboland et l’Ibibioland.

Instauration de la Charia au Nigeria :
la charia ne joue aucun rôle dans le système judiciaire
la charia s'applique au statut personnel seulement
la charia s'applique à plein, y compris au pénal

La charia au Nigeria est seulement utilisée dans la partie nord du Nigeria, à prédominance musulmane. Il s'agit du système légal pré-islamique utilisé avant l’administration coloniale au Nigeria et politisé, réintroduit au Zamfara en 1999 et propagé dans onze États par la suite. Ces États sont Kano, Katsina, Niger, Bauchi, Borno, Kaduna, Gombe, Sokoto, Jigawa, Yobe et Kebbi.
Elle coexiste avec le droit pénal antérieur, ce qui est susceptible de générer des conflits de droit.

## Organisation juridictionnelle
L'article 6(5) de la Constitution dispose la création de différentes cours : la Cour suprême, la Cour d'appel, la Haute Cour fédérale, la Haute Cour du territoire fédéral de la capitale, la Haute Cour d'un État fédéré, la Cour d'appel de charia du territoire fédéral de la capitale, la Cour d'appel de charia, la Cour d'appel coutumière du territoire fédéral de la capitale, la Cour coutumière d'appel du territoire fédéral de la capitale, la Cour coutumière d'appel d'un État fédéré, et d'autres juridictions.

### Cour suprême
L'article 232(1) dispose que la Cour suprême doit avoir juridiction sur tous les conflits entre la Fédération et les États fédérés ou entre les États fédérés.

### Cour d'appel
L'article 239(1) dispose que la Cour d'appel a juridiction pour prendre connaissance des appels de la Haute Cour fédérale ou d'une Haute Cour siégeant en première instance, des appels en matière civile et pénale, en cas d'interprétation de la Constitution, des appels des condamnations à la peine de mort, et des appels des décisions concernant la liberté d'un enfant en garde à vue, etc.
La Cour d'appel peut prendre connaissance des appels des Cours d'appel de charia en matière de statut personnel de droit musulman. Elle peut aussi prendre connaissance des appels formés depuis la Cour coutumière d'appel en matière de droit coutumier.

## Sources

## Compléments